# 아비게일 마비티
아비게일 마비티(Abigail Mavity, 1993년 3월 4일 ~ )는 미국의 배우, 텔레비전 배우, 영화배우이다. 메사에서 태어났다.

## 영화
- 양파 무비 (2008년) - 로잔느 맥코믹 역
- 파이널 판타지 7 - 어드벤트 칠드런 (2005년)
- 썸머랜드 (2004년)
- 100마일 룰 (2002년)
- 해안선 (2002년)
- 제니 프로젝트 (2001년)